# Canton de Saint-Calais
Le canton de Saint-Calais est une division administrative française située dans le département de la Sarthe et la région Pays de la Loire.
À la suite du redécoupage cantonal de 2014, les limites territoriales du canton sont remaniées. Le nombre de communes du canton passe de 14 à 37.

## Géographie
Ce canton est organisé autour de Saint-Calais dans l'arrondissement de Mamers. Son altitude varie de 64 m (Bessé-sur-Braye) à 182 m (Montaillé) pour une altitude moyenne de 123 m.

## Représentation

### Conseillers d'arrondissement (de 1833 à 1940)
Le canton de Saint-Calais avait deux conseillers d'arrondissement.
Il appartenait à l'arrondissement de Saint-Calais jusqu'à sa disparition en  1926.
| Période                                  | Période | Identité                                  | Étiquette | Qualité |
| ---------------------------------------- | ------- | ----------------------------------------- | --------- | --- |
| 1833                                     | 1839    | Pierre Augustin Bazin (1791-1859)         |           | Avoué, avocat, juge suppléant, maire de Saint-Calais, élu conseiller général du canton de Vibraye           |
| 1833                                     |         | Simon Gervais Bourgoin-Marion (1766-1841) |           | Marchand cirier, adjoint au maire de Bessé-sur-Braye                                                        |
|                                          |         |                                           |           | |
| av.1885                                  |         | Julien-Alexis Ysier-Serise                |           | Adjoint au maire de Bessé-sur-Braye, suppléant du juge de paix                                              |
|                                          |         |                                           |           | |
| 1925                                     |         | Auguste Hubert                            | Rad.      | Maire de Bessé-sur-Braye                                                                                    |
| 1931                                     | 1937    | André Lemonnier                           | Rad.      | Notaire à Évaillé, vice-président du comice agricole                                                        |
| 1931                                     | 1940    | Voltaire-Léon Jardin (1896-1952)          | SFIO      | Commerçant, maire de Bessé-sur-Braye (1931-1947)                                                            |
| 1937                                     | 1940    | Henri Morisot                             | Rad.      | Maire de Saint-Calais                                                                                       |
| 1940                                     |         |                                           |           | Les conseils d'arrondissement ont été suspendus par la loi du 12 octobre 1940 et n'ont jamais été réactivés |
| Les données manquantes sont à compléter. |         |                                           |           | |

### Conseillers généraux de 1833 à 2015
| Période | Période          | Identité                                                   | Étiquette                | Qualité |
| ------- | ---------------- | ---------------------------------------------------------- | ------------------------ | --- |
| 1833    | 1834 (décès)     | Comte Élizabeth-Pierre de Montesquiou-Fezensac (1764-1834) |                          | Pair de France, ancien président de la commission des finances du Corps législatif, ancien grand chambellan, propriétaire du château de Bessé-sur-Braye |
| 1834    | 1845             | Comte Anatole de Montesquiou-Fezensac (fils du précédent)  | Majorité gouvernementale | Maréchal de camp, pair de France, propriétaire du château de Courtanvaux à Bessé-sur-Braye, député (1841-1846)                                          |
| 1845    | 1848             | M. Legendre                                                |                          | Juge d'instruction au tribunal de Saint-Calais |
| 1848    | 1852             | Jean-Pierre Lhermite                                       |                          | Médecin, maire de Saint-Calais (1848-1850) |
| 1852    | 1855 (décès)     | Comte Augustin Charles Taupinart de Tilière                |                          | Maire de Saint-Calais |
| 1855    | 1859 (décès)     | Pierre Augustin Bazin                                      |                          | Propriétaire, maire de Saint-Calais, ancien conseiller d'arrondissement, ancien conseiller général du canton de Vibraye                                 |
| 1859    | 1871             | Comte Anatole de Montesquiou-Fezensac                      | Majorité gouvernementale | Maréchal de camp, pair de France, propriétaire du château de Courtanvaux à Bessé-sur-Braye, député (1841-1846)                                          |
| 1871    | 1885 (décès)     | René-Isidor Pichard                                        |                          | Propriétaire, maire de Saint-Calais (1878-1882) |
| 1885    | 1892             | Georges Dugué                                              | Droite                   | Banquier à Saint-Calais |
| 1892    | 1898             | Joseph Prosper Coursimault                                 | Républicain              | Propriétaire, maire de Saint-Calais (1892-1896) |
| 1898    | 1900 (démission) | Georges Dugué                                              | Droite                   | Banquier à Saint-Calais |
| 1900    | 1926 (décès)     | Édouard Gigon                                              | Rad.                     | Médecin, maire de Saint-Calais, sénateur (1924-1925), président du conseil général (1922-1926)                                                          |
| 1927    | 1940             | Émile Courant                                              | Rad.                     | Agriculteur, membre de la chambre d'agriculture, maire d'Écorpain                                                                                       |
|         |                  |                                                            |                          | |
| 1943    | 1945             | Henri Morisot                                              | Rad.                     | Conseiller d'arrondissement, maire de Saint-Calais, nommé conseiller départemental en 1943                                                              |
|         |                  |                                                            |                          | |
| 1945    | 1985             | Fernand Poignant                                           | SFIO puis DVG            | Professeur, président du conseil général (1976-1979), député (1958-1962), sénateur (1968-1977), maire de Saint-Calais                                   |
| 1985    | 1998             | Jean Mauclair                                              | DVD                      | Maire de Vancé (1983-1989) puis de Bessé-sur-Braye (1989-2001)                                                                                          |
| 1998    | 2015             | Michel Letellier-Canu                                      | DVG                      | Géomètre retraité, maire de Saint-Calais (1995-2014) |

Le canton participe à l'élection du député de la troisième circonscription de la Sarthe.

### Conseillers départementaux à partir de 2015
| Période élective | Période élective | Mandat | Mandat   | Identité           | Nuance | Nuance | Qualité |
| ---------------- | ---------------- | ------ | -------- | ------------------ | ------ | ------ | --- |
| 2015             | 2021             | 2015   | 2021     | Dominique Le Mèner |        | DVD    | Juriste, député (2002-2017), président du conseil départemental, ancien conseiller général du canton de Montmirail (2008-2015) |
| 2015             | 2021             | 2015   | 2021     | Françoise Lelong   |        | DVD    | Ancienne commerçante, adjointe au maire de Saint-Calais                                                                        |
| 2021             | 2028             | 2021   | en cours | Dominique Le Mèner |        | DVD    | Conseiller sortant, président du conseil départemental                                                                         |
| 2021             | 2028             | 2021   | en cours | Françoise Lelong   |        | DVD    | Conseillère sortante, conseillère municipale de Saint-Calais                                                                   |

### Résultats détaillés

#### Élections de mars 2015
À l'issue du 1er tour des élections départementales de 2015, trois binômes sont en ballottage : Dominique Le Mèner et Françoise Lelong (Union de la Droite, 44,23 %), André Dovillez et Amandine Ligneul (FN, 29,93 %) et Gérard Clément et Sophie Witczak (DVG, 25,84 %). Le taux de participation est de 51,66 % (10 558 votants sur 20 437 inscrits) contre 49,74 % au niveau départemental et 50,17 % au niveau national.
Au second tour, Dominique Le Mèner et Françoise Lelong (Union de la Droite) sont élus avec 48,39 % des suffrages exprimés et un taux de participation de 53,56 % (5 080 voix pour 10 945 votants et 20 436 inscrits).
Dominique Le Mèner n'est plus à LR.

#### Élections de juin 2021
Le premier tour des élections départementales de 2021 est marqué par un très faible taux de participation (33,26 % au niveau national). Dans le canton de Saint-Calais, ce taux de participation est de 32,75 % (6 539 votants sur 19 969 inscrits) contre 29,78 % au niveau départemental. À l'issue de ce premier tour, deux binômes sont en ballottage : Dominique Le Mener et Françoise Lelong (Union au centre et à droite, 60,76 %) et Bernadette Coudrain et Arnaud Filoche (RN, 16,13 %).
Le second tour des élections est marqué une nouvelle fois par une abstention massive équivalente au premier tour. Les taux de participation sont de 34,36 % au niveau national, 30,67 % dans le département et 32,3 % dans le canton de Saint-Calais. Dominique Le Mener et Françoise Lelong (Union au centre et à droite) sont élus avec 81,19 % des suffrages exprimés (4 826 voix pour 6 451 votants et 19 971 inscrits),,.

## Composition

### Composition avant 2015

Situation du canton dans l'arrondissement de Mamers.

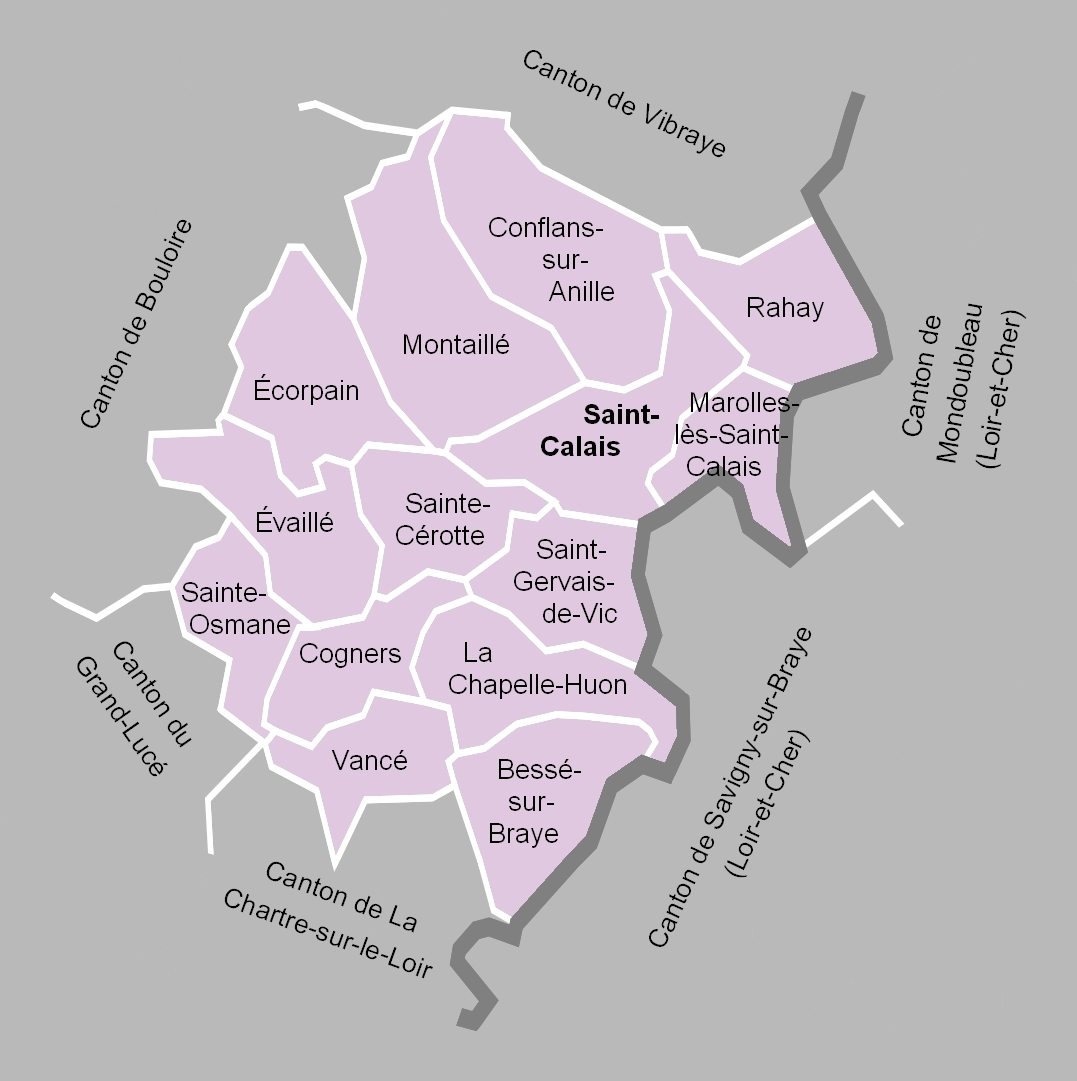
La carte des communes de l'ancien canton. Les cantons limitrophes étaient ceux de Bouloire, de Vibraye, de Mondoubleau, de Savigny-sur-Braye, de La Chartre-sur-le-Loir et du Grand-Lucé.

Le canton de Saint-Calais regroupait quatorze communes.
| Nom                       | Code Insee | Codepostal | Superficie (km2) | Population (dernière pop. légale) | Densité (hab./km2) |
| ------------------------- | ---------- | ---------- | ---------------- | --------------------------------- | ------------------ |
| Saint-Calais (chef-lieu)  | 72269      | 72120      | 22,76            | 3 359 (2012)                      | 148                |
| Bessé-sur-Braye           | 72035      | 72310      | 20,60            | 2 311 (2012)                      | 112                |
| La Chapelle-Huon          | 72064      | 72310      | 18,65            | 546 (2012)                        | 29                 |
| Cogners                   | 72085      | 72310      | 13,60            | 200 (2012)                        | 15                 |
| Conflans-sur-Anille       | 72087      | 72120      | 30,80            | 555 (2012)                        | 18                 |
| Écorpain                  | 72125      | 72120      | 21,26            | 309 (2012)                        | 15                 |
| Évaillé                   | 72128      | 72120      | 19,43            | 398 (2010)                        | 20                 |
| Marolles-lès-Saint-Calais | 72190      | 72120      | 12,15            | 279 (2012)                        | 23                 |
| Montaillé                 | 72204      | 72120      | 30,18            | 587 (2012)                        | 19                 |
| Rahay                     | 72250      | 72120      | 18,94            | 200 (2012)                        | 11                 |
| Sainte-Cérotte            | 72272      | 72120      | 14,36            | 321 (2012)                        | 22                 |
| Saint-Gervais-de-Vic      | 72286      | 72120      | 16,03            | 390 (2012)                        | 24                 |
| Sainte-Osmane             | 72304      | 72120      | 11,88            | 194 (2010)                        | 16                 |
| Vancé                     | 72368      | 72310      | 12,47            | 334 (2012)                        | 27                 |

À la suite du redécoupage des cantons pour 2015, toutes les communes sont à nouveau rattachées au canton de Saint-Calais auquel s'ajoutent les huit communes du canton de Bouloire, les neuf du canton de Montmirail (Sarthe) et les six du canton de Vibraye.
Contrairement à beaucoup d'autres cantons, le canton de Saint-Calais n'incluait aucune commune supprimée depuis la création des communes sous la Révolution.

### Composition depuis 2015
Lors du redécoupage de 2014, le canton comptait trente-sept communes entières.
À la suite de la création de la commune nouvelle de Val-d'Étangson au 1er janvier 2019, le canton comprend désormais trente-six communes entières.
| Nom                                  | Code Insee | Intercommunalité                          | Superficie (km2) | Population (dernière pop. légale) | Densité (hab./km2) | Modifier                                    |
| ------------------------------------ | ---------- | ----------------------------------------- | ---------------- | --------------------------------- | ------------------ | ------------------------------------------- |
| Saint-Calais (bureau centralisateur) | 72269      | CC des Vallées de la Braye et de l'Anille | 22,76            | 2 969 (2022)                      | 130                | modifier les données · modifier les données |
| Berfay                               | 72032      | CC des Vallées de la Braye et de l'Anille | 18,28            | 334 (2022)                        | 18                 | modifier les données · modifier les données |
| Bessé-sur-Braye                      | 72035      | CC des Vallées de la Braye et de l'Anille | 20,60            | 2 025 (2022)                      | 98                 | modifier les données · modifier les données |
| Bouloire                             | 72042      | CC Le Gesnois Bilurien                    | 26,77            | 2 121 (2022)                      | 79                 | modifier les données · modifier les données |
| Champrond                            | 72057      | CC du Pays de l'Huisne Sarthoise          | 5,98             | 68 (2022)                         | 11                 | modifier les données · modifier les données |
| La Chapelle-Huon                     | 72064      | CC des Vallées de la Braye et de l'Anille | 18,65            | 517 (2022)                        | 28                 | modifier les données · modifier les données |
| Cogners                              | 72085      | CC des Vallées de la Braye et de l'Anille | 13,60            | 177 (2022)                        | 13                 | modifier les données · modifier les données |
| Conflans-sur-Anille                  | 72087      | CC des Vallées de la Braye et de l'Anille | 30,80            | 460 (2022)                        | 15                 | modifier les données · modifier les données |
| Coudrecieux                          | 72094      | CC Le Gesnois Bilurien                    | 24,27            | 638 (2022)                        | 26                 | modifier les données · modifier les données |
| Courgenard                           | 72105      | CC du Pays de l'Huisne Sarthoise          | 11,32            | 460 (2022)                        | 41                 | modifier les données · modifier les données |
| Dollon                               | 72118      | CC des Vallées de la Braye et de l'Anille | 25,33            | 1 433 (2022)                      | 57                 | modifier les données · modifier les données |
| Écorpain                             | 72125      | CC des Vallées de la Braye et de l'Anille | 21,26            | 304 (2022)                        | 14                 | modifier les données · modifier les données |
| Gréez-sur-Roc                        | 72144      | CC du Pays de l'Huisne Sarthoise          | 25,38            | 339 (2022)                        | 13                 | modifier les données · modifier les données |
| Lamnay                               | 72156      | CC du Pays de l'Huisne Sarthoise          | 22,09            | 920 (2022)                        | 42                 | modifier les données · modifier les données |
| Lavaré                               | 72158      | CC des Vallées de la Braye et de l'Anille | 22,88            | 817 (2022)                        | 36                 | modifier les données · modifier les données |
| Maisoncelles                         | 72178      | CC Le Gesnois Bilurien                    | 11,10            | 197 (2022)                        | 18                 | modifier les données · modifier les données |
| Marolles-lès-Saint-Calais            | 72190      | CC des Vallées de la Braye et de l'Anille | 12,15            | 287 (2022)                        | 24                 | modifier les données · modifier les données |
| Melleray                             | 72193      | CC du Pays de l'Huisne Sarthoise          | 25,90            | 446 (2022)                        | 17                 | modifier les données · modifier les données |
| Montaillé                            | 72204      | CC des Vallées de la Braye et de l'Anille | 30,18            | 517 (2022)                        | 17                 | modifier les données · modifier les données |
| Montmirail                           | 72208      | CC du Pays de l'Huisne Sarthoise          | 12,53            | 369 (2022)                        | 29                 | modifier les données · modifier les données |
| Rahay                                | 72250      | CC des Vallées de la Braye et de l'Anille | 18,94            | 160 (2022)                        | 8,4                | modifier les données · modifier les données |
| Saint-Gervais-de-Vic                 | 72286      | CC des Vallées de la Braye et de l'Anille | 16,03            | 392 (2022)                        | 24                 | modifier les données · modifier les données |
| Saint-Jean-des-Échelles              | 72292      | CC du Pays de l'Huisne Sarthoise          | 10,64            | 225 (2022)                        | 21                 | modifier les données · modifier les données |
| Saint-Maixent                        | 72296      | CC du Pays de l'Huisne Sarthoise          | 22,48            | 741 (2022)                        | 33                 | modifier les données · modifier les données |
| Saint-Michel-de-Chavaignes           | 72303      | CC Le Gesnois Bilurien                    | 18,37            | 740 (2022)                        | 40                 | modifier les données · modifier les données |
| Saint-Ulphace                        | 72322      | CC du Pays de l'Huisne Sarthoise          | 15,98            | 223 (2022)                        | 14                 | modifier les données · modifier les données |
| Sainte-Cérotte                       | 72272      | CC des Vallées de la Braye et de l'Anille | 14,36            | 326 (2022)                        | 23                 | modifier les données · modifier les données |
| Semur-en-Vallon                      | 72333      | CC des Vallées de la Braye et de l'Anille | 15,13            | 432 (2022)                        | 29                 | modifier les données · modifier les données |
| Thorigné-sur-Dué                     | 72358      | CC Le Gesnois Bilurien                    | 18,99            | 1 653 (2022)                      | 87                 | modifier les données · modifier les données |
| Tresson                              | 72361      | CC Le Gesnois Bilurien                    | 29,22            | 510 (2022)                        | 17                 | modifier les données · modifier les données |
| Val-d'Étangson                       | 72128      | CC des Vallées de la Braye et de l'Anille | 31,31            | 526 (2022)                        | 17                 | modifier les données · modifier les données |
| Val-de-la-Hune                       | 72382      | CC Le Gesnois Bilurien                    | 41,62            | 1 526 (2022)                      | 37                 | modifier les données · modifier les données |
| Valennes                             | 72366      | CC des Vallées de la Braye et de l'Anille | 26,70            | 304 (2022)                        | 11                 | modifier les données · modifier les données |
| Vancé                                | 72368      | CC des Vallées de la Braye et de l'Anille | 12,47            | 287 (2022)                        | 23                 | modifier les données · modifier les données |
| Vibraye                              | 72373      | CC des Vallées de la Braye et de l'Anille | 43,62            | 2 508 (2022)                      | 57                 | modifier les données · modifier les données |
| Canton de Saint-Calais               | 7218       |                                           | 737,69           | 25 951 (2022)                     | 35                 | modifier les données                        |

## Démographie

### Démographie avant 2015
| 1962   | 1968   | 1975   | 1982   | 1990   | 1999   | 2006   | 2011  | 2012  |
| ------ | ------ | ------ | ------ | ------ | ------ | ------ | ----- | ----- |
| 12 380 | 12 143 | 11 876 | 11 547 | 11 097 | 10 577 | 10 303 | 9 950 | 9 948 |

### Démographie depuis 2015
En 2022, le canton comptait 25 951 habitants, en évolution de −2,75 % par rapport à 2016 (Sarthe : −0,25 %, France hors Mayotte : +2,11 %).
| 2013   | 2018   | 2022   |
| ------ | ------ | ------ |
| 27 115 | 26 466 | 25 951 |